# Jaime Rafael Fuentes
Jaime Rafael Fuentes Martín (Montevideo, 2 de marzo de 1945) es un obispo católico uruguayo perteneciente a la Prelatura del Opus Dei. Fue obispo de Minas (2010-2020).

## Biografía

### Formación
Estudió en el Colegio y Liceo Santa María de los Hermanos Maristas. Estudió periodismo en la Universidad de Navarra, graduándose en 1967. Luego cursó estudios de Filosofía y Teología en el Studium Generale del Opus Dei en España y en el Colegio Romano de la Santa Cruz, en Roma. En 1973 se doctoró en Teología en la Universidad de Navarra, con la tesis “La Iglesia y su reforma según Santa Catalina de Siena”. 

### Sacerdocio
El 5 de agosto de 1973 fue ordenado sacerdote en Madrid. En 1974 regresó a Uruguay.
A partir de 1978, y hasta 1984, fue columnista del diario La Mañana de Montevideo. Entre 1984 y 1992 se desempeñó como vicario de la Prelatura del Opus Dei en Uruguay. Desde 1988 hasta 2007 fue profesor de Teología y Capellán en la Universidad de Montevideo. Dictó los cursos de Mariología y de Orden Sagrado en la Facultad de Teología del Uruguay (1998, 2009-10).
Es Miembro Correspondiente de la Pontificia Academia Mariana Internacional. En el ámbito de la Conferencia Episcopal del Uruguay (CEU) es Responsable de la Comisión Nacional para la Pastoral Familiar y la Vida. Fue designado por la CEU para participar de la XIV Asamblea General Ordinaria del Sínodo de los Obispos desarrollada en octubre de 2015 sobre el tema “La vocación y la misión de la familia en la Iglesia y en el mundo contemporáneo”. También dentro de la CEU es responsable de las comisiones de Cultura y Diálogo con los no creyentes y de Ecumenismo y Diálogo interreligioso.
El 2 de marzo de 2020, el papa Francisco aceptó la renuncia de monseñor Fuentes Martín como obispo de Minas.

## Libros
- "Católicos en Uruguay", Carlos Casares impresores, Montevideo, 1985.
- "Cuba era una fiesta", Ediciones El Observador, Montevideo 1999.
- "Luchar por amor: recuerdos del Beato Josemaría Escrivá, fundador del Opus Dei", Ediciones de la Plaza, Montevideo, 2001.
- "Todo por medio de María: la confianza de Juan Pablo II en la Santísima Virgen", Editorial LEA, Montevideo, 2004.
- "Desde el Verdún", Editorial Sicut Serpentes, Montevideo, 2014.